# Kronenberg (Pays-Bas)
Pour les articles homonymes, voir Kronenberg.

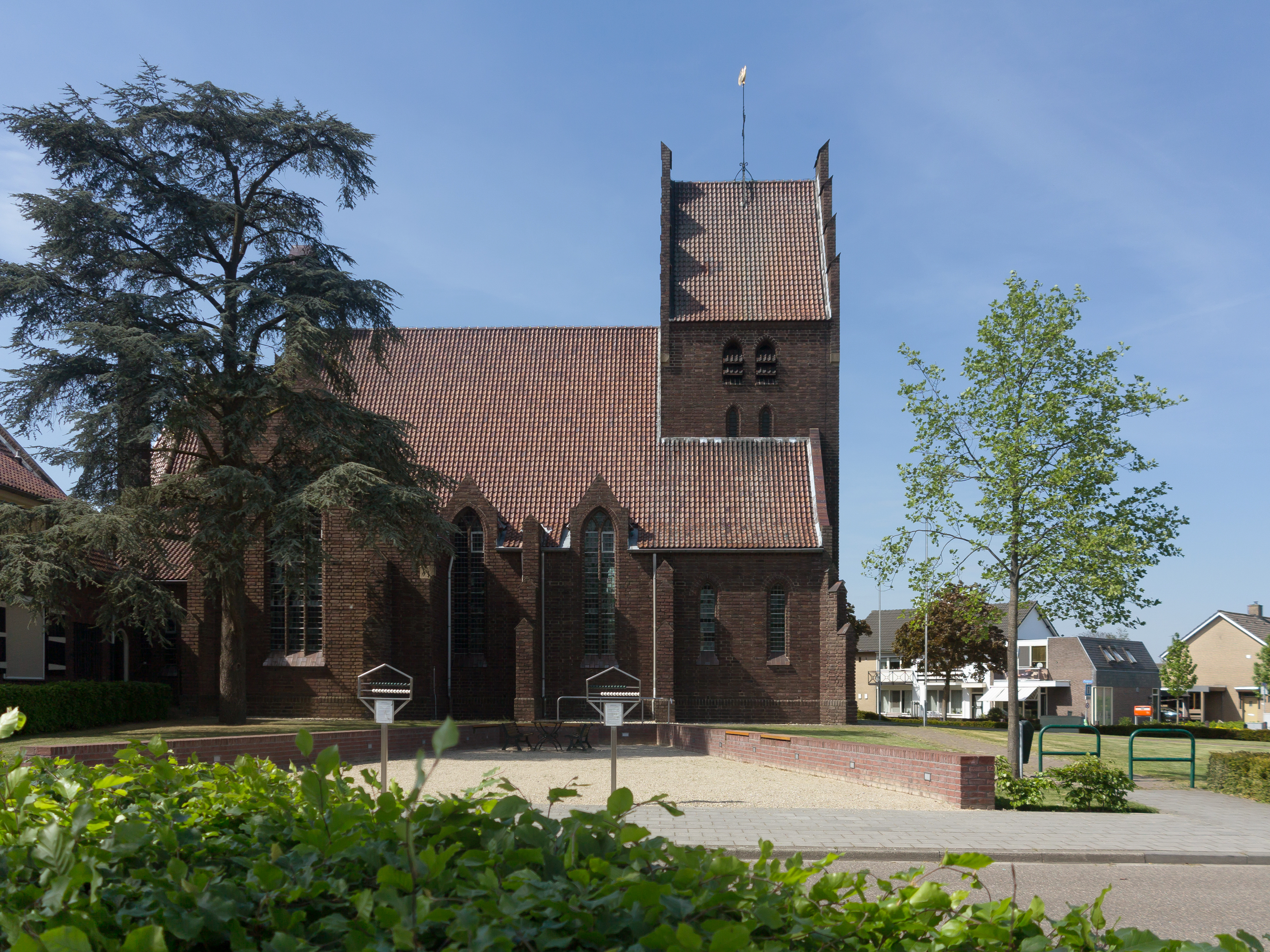
L'église: de Rooms Katholieke Sint Theresia kerk

Kronenberg est un village néerlandais situé dans la commune de Horst aan de Maas, dans la province du Limbourg néerlandais. Le 1er janvier 2007, le village comptait 1 210 habitants.